# Coradion
Coradion is een geslacht van straalvinnige vissen uit de familie van koraalvlinders (Chaetodontidae).

## Soorten
- Coradion altivelis McCulloch, 1916
- Coradion chrysozonus (Cuvier, 1831)
- Coradion melanopus (Cuvier, 1831)